# Bystřice pod Lopeníkem
Bystřice pod Lopeníkem – gmina w Czechach, w powiecie Uherské Hradiště, w kraju zlińskim. Według danych z dnia 1 stycznia 2012 liczyła 802 mieszkańców.